# Burmoniscus javanensis
Burmoniscus javanensis är en kräftdjursart som först beskrevs av Richardson 1922.  Burmoniscus javanensis ingår i släktet Burmoniscus och familjen Philosciidae. Inga underarter finns listade i Catalogue of Life.